# Boucles de Spa
Les Boucles de Spa constituent l'un des plus importants rallyes belges, d'une longévité de plus d'un demi-siècle.
Anciennement dénommées « les Routes Blanches » jusqu'en 1966, année de la reprise de l'organisation par Alphonse Delettre, qui baptisa l'épreuve en  1967 : "les Boucles de Spa" , elles constituaient  l'épreuve de reprise de la saison en Belgique. Elles se déroulaient traditionnellement au mois de février dans la région de Spa, et elles ont compté un temps pour le Championnat d'Europe des rallyes (de 1976 jusqu'en 2003).
Le recordman du nombre de victoires est Patrick Snijers, six fois lauréat en 15 ans (ainsi que deux fois aux Legend, en 2008 et 2009). Chez les copilotes, le recordman est Dany Colebunders, vainqueur à six reprises (cinq succès aux côtés de Patrick Snijers et un avec Kris Princen).
La dernière édition "moderne" a eu lieu en 2004 -l'épreuve n'étant pas organisée en 2005 - faisant place à compter de 2006 aux Legend Boucles de Spa, qui devenait donc un rallye "Historic" pour voitures de compétition appelé "Legend" -mais aussi de régularité pour voitures "ancêtres" dénommé "Classic"- . L'épreuve se déroulait en 2 manches pour chacune des catégories, avec un total avoisinant les 300 équipages participants.
Les "Boucles de Spa" n'existent plus en tant que telles. En effet, l'organisateur a décidé de déplacer le rallye dans la province de Luxembourg, et de transférer le centre de l'épreuve à Bastogne, avec la grande majorité des étapes dans la province de Luxembourg, à partir de 2015.
À partir de cette date, la ville de Spa, en collaboration avec une équipe organisatrice d'événements sports moteurs de la région, mit en place une nouvelle épreuve à Spa : le Spa Rally (nl) qui rassemble également plusieurs types de voitures : modernes (Championnat de Belgique) et anciennes (avec 2 catégories : VHC c'est-à-dire une épreuve pour voitures de compétition classiques -mais aussi VHR soit  de régularité pour voitures "ancêtres"). La "boucle" est donc bouclée... 

## Palmarès
| Année       | Pilote | copilote | Voiture |
| ----------- | --- | --- | --- |
| 1953        | Richard | | Volkswagen |
| 1954        | Olivier Gendebien | Jacques Wascher | Aston Martin DB2 |
| 1955        | Tous les pilotes hors délais | Tous les pilotes hors délais | Tous les pilotes hors délais |
| 1956        | Jacques Evrard | Paul Collignon | Ford Anglia |
| 1957 à 1960 | Non disputées | Non disputées | Non disputées |
| 1961        | (ex-æquo) Bouvy - Roland (Porsche), Henri Vittel (Henri Platsch) - Jacques Perrier (Triumph TR 2), et Georges Hacquin - Michel Leboutte (Alfa Romeo) (0 pts de pénalisations) | (ex-æquo) Bouvy - Roland (Porsche), Henri Vittel (Henri Platsch) - Jacques Perrier (Triumph TR 2), et Georges Hacquin - Michel Leboutte (Alfa Romeo) (0 pts de pénalisations) | (ex-æquo) Bouvy - Roland (Porsche), Henri Vittel (Henri Platsch) - Jacques Perrier (Triumph TR 2), et Georges Hacquin - Michel Leboutte (Alfa Romeo) (0 pts de pénalisations) |
| 1962        | Guy Sander | Sander | DAF 33 |
| 1963        | Annulées | Annulées | Annulées |
| 1964        | Gilbert Staepelaere (1) | E. Meeuwissen | Lotus Cortina |
| 1965        | Hubert Mombaerts | Mosbeaux | Lotus Elan |
| 1967        | Gilbert Staepelaere (2) | Christiaens | Ford Cortina GT |
| 1968        | Jean-Marie Jacquemin (1) | Charles Chavan Vanstalle | Renault 8 Gordini |
| 1969        | Jean-Marie Jacquemin (2) | Demey | Alpine A110 |
| 1970        | Charles Chavan Vanstalle | B. Van Gutshoven | Alfa Romeo Duetto |
| 1971        | Pedro | Jimmy | BMW 2002 Tii |
| 1972        | Herwig Adriaenssens | Antoon Daemers | BMW 2002 Tii |
| 1973        | Jean Louis Haxe | Christian Delferrier | DAF 66 |
| 1974        | Peter Brink | Gert Idel | Porsche 911 Carrera |
| 1975        | Gilbert Staepelaere (3) | Vaillant | Ford Escort RS 1600 MKI |
| 1976        | Stig Blomqvist (1) | Hans Sylvan | Saab 99 EMS |
| 1977        | Tony Pond | Fred Gallagher | Triumph TR7 |
| 1978        | Jean-Louis Dumont | José Materne | Opel Kadett GTE Gr.1 |
| 1979        | Jochi Kleint | Günter Wanger | Opel Ascona i2000 Gr.2 |
| 1980        | Stig Blomqvist (2) | Björn Cederberg | Saab 99 Turbo |
| 1981        | Patrick Snijers (1) | Éric Symens | Ford Escort 1800 RS MkII Gr.4 |
| 1982        | Guy Colsoul | Alain Lopes | Opel Ascona 400 Gr.4 |
| 1983        | Marc Duez | Willy Lux | Audi Quattro Gr.B |
| 1984        | Carlo Capone | Sergio Cresto | Lancia Rally 037 Gr.B |
| 1985        | Björn Waldegård | Hans Thorszelius | Audi Quattro Gr.B |
| 1986        | Jean-Claude Probst | Daniel De Canck | Ford Sierra 4x4 Gr. N |
| 1987        | Patrick Snijers (2) | Dany Colebunders | Lancia Delta HF 4WD Gr. A |
| 1988        | Patrick Snijers (3) | Dany Colebunders | BMW M3 e30 Gr. A |
| 1989        | Patrick Snijers (4) | Dany Colebunders | Toyota Celica 4WD (ST165) Gr. A |
| 1990        | Bruno Saby | Daniel Grataloup | Lancia Delta Integrale Gr. A |
| 1991        | Patrick Snijers (5) | Dany Colebunders | Ford Sierra RS Cosworth 4x4 Gr. A |
| 1992        | Renaud Verreydt (1) | Georges Biar | Toyota Celica GT-4 (ST165) Gr. A |
| 1993        | Grégoire De Mévius (1) | Willy Lux | Nissan Pulsar (Sunny) GTi-R Gr. A |
| 1994        | François Chatriot | Denis Giraudet | Toyota Celica Turbo 4WD (ST185) Gr. A |
| 1995        | Patrick Snijers (6) | Dany Colebunders | Ford Escort RS Cosworth Gr.A |
| 1996        | Grégoire De Mévius (2) | Jean-Marc Fortin | Ford Escort RS Cosworth Gr. A |
| 1997        | Renaud Verreydt (2) | Jean-Manuel Jamar | Toyota Celica GT-Four (ST205) Gr. A |
| 1998        | Grégoire De Mévius (3) | Jean-Marc Fortin | Subaru Impreza WRC S3 '97 |
| 1999        | Bernard Munster | Steven Vergalle | Subaru Impreza GT 555 Gr. A |
| 2000        | Renaud Verreydt (3) | Jean-François Elst | Seat Córdoba WRC E2 |
| 2001        | Kris Princen | Dany Colebunders | Peugeot 206 WRC |
| 2002        | Larry Cols | Pascal Lopes | Mitsubishi Lancer Evo VI Gr. N |
| 2003        | Pieter Tsjoen (1) | Eddy Chevaillier | Toyota Corolla WRC |
| 2004        | Pieter Tsjoen (2) | Eddy Chevaillier | Toyota Corolla WRC |
| 2005        | Non disputées | Non disputées | Non disputées |
| LEGEND      | | | |
| 2006        | Marc Timmers | LEGEND | BWW 325ix e30 |
| 2007        | Marc Duez | LEGEND | Porsche 911 Gr.4 |
| 2008        | Patrick Snijers | LEGEND | Ford Escort RS MkII Gr.4 |
| 2009        | Patrick Snijers | LEGEND | Porsche 911 RS Gr.B |
| 2010        | Bruno Thiry | LEGEND | Audi Quattro A2 Gr. B |
| 2011        | Stefaan Stouf | LEGEND | Ford Escort RS MkI Gr.4 |
| 2012        | Jean-Pierre van de Wauwer | LEGEND | Lancia Beta Montecarlo Gr.4 |
| 2013        | François Duval | LEGEND | Ford Escort RS MkII Gr.4 |
| 2014        | François Duval | LEGEND | Ford Escort RS MkII Gr.4 |

## Liste des participants de renom
- Jacky Ickx (deux fois vice-champion du monde de F1 en 1969 et 1970, 8 victoires en GP, victorieux des 24 Heures du Mans  à six reprises : 1969, 1975, 1976, 1977, 1981 et 1982, double Champion du Monde en Endurance en 1982 et 1983, vainqueur du Paris-Dakar en 1983): 1 participation = abandon en 1982 (Porsche 924 Turbo ex- W. Röhrl)
- Mikko Hirvonen (quatre fois vice-champion du monde des rallyes en WRC en 2008, 2009,  2011 et 2012 : 15 victoires en WRC): 1 participation = abandon en 2013 en LEGEND (Citroën Visa 1000 pistes 4x4 gr.B)
- Pentti Airikkala (+) (1 victoire mondiale, champion de Grande-Bretagne 1979) : 1 participation = abandon en 1982 (Ford Escort RS MKII gr.4)
- Markku Alén (vainqueur de la Coupe FIA des Pilotes 1978, vice-champion du Monde en 1986 et 1988, 19 victoires en championnat du Monde) : participation en 1995 (2e sur Toyota Celica GT4 gr.A ST185)+ participations en LEGEND (Porsche 911 + FIAT 131 Abarth)
- Didier Auriol (Champion du Monde 1994, triple champion de France en 1986, 1987 et 1988): 1 participation en LEGEND (Ford Escort RS MKII)
- Stig Blomqvist (Champion du Monde 1984, onze victoires mondiales):  2 succès, en 1976 (Saab 99 EMS) et en 1980 (Saab 99 Turbo), et 2e en 1989  (Lancia Delta Integrale) + participations en LEGEND (Ford Escort RS MKII)
- Carlo Capone (champion d'Europe 1984) : vainqueur en 1984 (Lancia Rally 037 gr.B)
- Per-Gunnar Andersson (double Champion du Monde "junior" des rallyes sur Suzuki) : 1 participation = abandon en 2013 en LEGEND (Opel Ascona gr.2)
- François Chatriot (double Champion de France en 1989 et 1990) : vainqueur en 1994 (Toyota Celica GT4 gr.A ST185) + 1 participation en LEGEND (Mazda RX7 gr.B)
- François Delecour (vice-champion du Monde 1993, quatre victoires mondiales) : participations en 1982 (Peugeot 104 ZS) et en LEGEND (Porsche 911)
- Guy Fréquelin (vice-Champion du Monde 1981, 1 victoire mondiale, double champion de France en 1983 et 1985 + en Rally-Cross 1987) : 1 participation en LEGEND (Talbot Sunbeam Lotus gr.2)
- Juha Kankkunen (quadruple Champion du Monde en 1986, 1987, 1991 et 1993 , 25 victoires en Mondial, et 1 victoire au Paris-Dakar) : vainqueur de la catégorie groupe A en 1983 (Opel Manta GT/E)
- Jochi Kleint (champion d'Europe 1979) : vainqueur en 1979 (Opel Ascona gr.2)
- Michèle Mouton (vice-champion du Monde 1982, 4 victoires mondiales) : 1 participation en 1980 (Fiat 131 Abarth gr.4) : 4e place au général
- Jean-Luc Thérier (+) (1er pilote classé "officieusement" au nouveau Championnat du Monde des Rallye 1973 réservé aux constructeurs, 4 victoires mondiales; double champion de France sur asphalte et double champion sur terre) : 1 participation = abandon en 1979 (Triumph TR7 V8)
- Tony Pond (+) (pilote officiel Triumph, Vauxhall, Talbot, Nissan, MG, Rover, 3e place finale au RAC Rally 1985) : vainqueur en 1977 (Triumph TR7) et autres participations (Lancia Stratos, Datsun et Nissan): 2e en 1983 et 1984 (Nissan 240 RS gr.B)
- Per Eklund (pilote officiel Saab et Toyota en mondial, 1 victoire en mondial, 13 podium en mondial, champion de Suède en 1978, Champion d'Europe FIA de Rallycross en 1999): 2 participations et 2 abandons en 1984 et 1985 (Totota Corolla GT gr.A)
- Jean Ragnotti (3 victoires mondiales, double champion de France en 1980 et 1984 + en Rally-Cross) : participations en 1992 (Renault Clio 16 v. gr.A :  2e de catégorie) et en LEGEND (Alpine Renault A110 Berlinette)
- Harri Rovanperä (1 victoire mondiale) : 1 participation en LEGEND (Porsche 911 SC RS gr.B)
- Bruno Saby (2 victoires mondiales, triple champion de France sur asphalte et sur terre et  1 victoire au Paris-Dakar): vainqueur en 1990 (Lancia Delta Integrale gr.A)
- Armin Schwarz (1 victoire mondiale) : 1 participation = abandon en 1999 (Ford Escorth WRC)
- Patrick Tambay (ex-pilote F1 : Ferrari et Renault, 2 victoires en G.P.) : participation en LEGEND (Porsche 911)
- Ari Vatanen (Champion du Monde 1981, dix succès mondiaux et quatre succès au Paris-Dakar): participations en LEGEND (Opel Ascona type A)
- Björn Waldegård (+) (1er Champion du Monde, en 1979, 16 succès mondiaux) : vainqueur en 1985 (Audi Quattro A2 gr.B) + participations en LEGEND (Ford Escort RS MKII et Ferrari 308 GTB)
- Yves Loubet (Champion d'Europe 1989) : 1 participation en 1986 : 10e au général et 2e de catégorie (Alfa-Romeo GTV6 2.5 gr.A)
- Mark Lovell  (+) (champion de Grande-Bretagne en 1986) : participation en 1988 (Ford Sierra XR4i gr.A)
- Simon Everett : 3e au génréral en 1982 (Vauxhall Chevette 2300 HSR)
  - Lars Carlsson (Suédois, champion d'Allemagne et 1974 , triple champion des Pays-Bas en 1975, 1976 et 1977), trois fois à la 2e place en  1974, 1976 et 1977 (Opel Ascona et Kadett)
- Gwyndaf Evans (champion de Grande-Bretagne en 1996) : participation en LEGEND (Mazda RX7 gr.B)
- Jean-François Mourgues (Champion de France des Rallyes Terre en 2001) : participations en LEGEND (Opel Ascona gr.2)
- Jean-Louis Clarr (ex-pilote officiel Opel France, Champion de France de sa catégorie en rallyes) : participation en LEGEND (Opel)
- Henning Solberg (5 fois Champion de Norvège, 6 podium en WRC) : 1 participation en LEGEND (Mazda RX7 gr.B)
- Thierry Neuville (Champion du Monde 2024, 5 fois vice-Champion du Monde - WRC - 2013,  21 victoires en WRC ) : participations en LEGEND (Peugeot 104 ZS gr. 2, Ford Escort RS MKII gr.4 et Citroën Visa 1000 Pistes 4x4 gr.B).

Seuls deux champions du Monde sont parvenus à s'imposer (les deux champions du Monde suédois) : Sitg Blomqvist (2 victoires en 1976 et 1980, soit avant son titre mondial de 1984), et Bjorn Waldegard (vainqueur en 1985, soit après son titre mondial de 1979).

## Palmarès des pilotes belges aux Boucles de Spa
- Gilbert Staepelaere (+) (10 fois champion de Belgique entre 1964 et 1978, double vice-champion d'Europe des rallyes: 1969 et 1970) : 3 victoires en 1964, 1966 et 1975 (sur Ford Cortina et Escort RS)
- Jean-Louis Dumont (+) (vice-champion de Belgique en 1980): 1 victoire en 1978 (sur Opel Kadett GT/E gr.1)
- Patrick Snijers (champion d'Europe 1994 ; septuple champion de Belgique en : 1983, 1984, 1985, 1988, 1991, 1993 et 1994) : 6 victoires en "moderne" : 1981 (Ford Escort RS MKII gr.4), 1987 (Lancia Delta 4 WD gr.A), 1988 (BMW M3 e30 gr.A), 1989 (Toyota Celica 4WD gr.A), 1991 (Ford Sierra Cosworth 4x4 gr.A), 1995 (Ford Escort RS Cosworth gr.A) et 2 en "LEGEND", 2008 aux LEGEND (Ford Escort RS MKII) et 2009 aux LEGEND (Porsche 911); soit un total cumulé de 8 succès : RECORDMAN
- Guy Colsoul (double champion de Belgique en 1979 et 1981) : 1 victoire en 1982 (Opel Ascona 400 gr.4)
- Marc Duez (triple champion de Belgique en 1982, 1989 et 1990) : 1 victoire en 1983 (Audi Quattro gr.B) et 1 victoire aux LEGEND (Porsche 911) en 2007
- Jean-Claude Probst : 1 victoire en 1986 (Ford Sierra 4x4 gr.N)
- Renaud Verreydt : 3 victoires en 1992 (Toyota Celica 4WD gr.A ST165) , 1997 (Toyota Celica GT Four gr.A ST205) et 2000 (Seat Cordoba WRC) et participations aux LEGEND (Talbot Sunbeam et Porsche 911 gr.3)
- Grégoire De Mévius (double Champion du Monde des rallyes des voitures de production "P-WRC" :  c'est-à-dire Groupe N en 1991 et 1992 ; champion de Belgique en 1996): 3 victoires en 1993 (Nissan Sunny GTI-R gr.A), 1996 (Ford Escort RS Cosworth gr.A) et 1998 (Subaru Impreza WRC) et participations aux LEGEND
- Bernard Munster (champion de Belgique en 1995) : 1 victoire en 1999 (Subaru Impreza GT gr.A) et 2e aux LEGEND en 2013 (Porsche 911)
- Kris Princen (double champion de Belgique : en 1999 et 2018) : 1 victoire en 2001 (Peugeot 206 WRC)
- Larry Cols (champion de Belgique en 2007) : 1 victoire en 2002 (Mitsubishi Lancer Evo 6 gr.N)
- Pieter Tsjoen (octuple champion de Belgique en : 2001, 2003, 2004, 2006, 2009, 2010, 2011 et 2012) : 2 victoires en 2003 et 2004 (sur Toyota Corolla WRC)
- Marc Timmers : 1 victoire en 2006 aux LEGEND (BMW 325 ix) lors de la 1re édition LEGEND
- Bruno Thiry (champion d'Europe en 2003) : 1 victoire en 2010 aux LEGEND (Audi Quattro A2)
- Stephan Stouf : 1 victoire en 2011 aux LEGEND (Ford Escort RS MKI)
- Jean-Pierre van de Wauwer (champion de Belgique en 1998 ) : 1 victoire en 2012 aux LEGEND (Lancia Beta Montecarlo type gr.4)
- François Duval (1er pilote belge à avoir remporté 1 manche du Championnat du Monde : Australie 2005 WRC) : 2 victoires en 2013 et 2014 aux LEGEND (Ford Escort RS MKII)
- Robert Droogmans (champion d'Europe 1990; triple champion de Belgique en 1986, 1987 et 1992) : pas de victoire, mais 2e en 1982 (Ford Escort RS 1800 MKII  gr.4) et 3e aux LEGEND en 2012 (Porsche 911)
- Pascal Gaban (Champion du Monde des rallyes des voitures de production "P-WRC" c'est-à-dire groupe N en 1988 ; champion de Belgique des rallyes "Nationaux" c'est-à-dire 2e division en 1986) : pas de victoire, mais 2e en 2008 aux LEGEND (Opel Kadett GT/E)
- Freddy Loix (quadruple champion de Belgique en 2013, 2014, 2015 et 2016, 2e à l'Intercontinental Rally Challenge 2008 "IRC", 2e place au Rallye du Portugal 1998 WRC, 2e place au Rallye Monte Carlo 2010 IRC) : pas de victoire, mais 2e en 1996 (Toyota Celica GT Four gr.A ST205) + participations en Legend
- Jean-Marie Cols alias "Didi" (champion de Belgique en 1980 - en Inter càd 1re Div, et 1981 en national càd 2e Div.) : pas de victoire, mais 3e en 1977, 2e en 1978 et 1980 (Fiat 131 Abarth gr.4) + 1 participation en Legend (Fiat 131 Abarth gr.4)

Soit , au total :  1 double vice champion du Monde de F1, 1 double champion du Monde d'Endurance, 5 champions du Monde des rallyes (dont un quadruple), 6 vice-champions du Monde des Rallyes, 6 champions d'Europe des Rallyes, 4 vainqueurs du Paris-Dakar et 19 vainqueurs d'(au moins) une épreuve mondiale.